# Marina Wladimirowna Koschewaja
Marina Wladimirowna Koschewaja (russisch Марина Владимировна Кошевая; * 1. April 1960 in Moskau) ist eine ehemalige russische Schwimmerin.
Bei den Olympischen Spielen 1976 in Montreal wurde sie Olympiasiegerin über 200 m Brust und gewann mit der sowjetischen Lagenstaffel die Bronzemedaille. 1976 war sie sowjetische Meisterin (100 m und Staffel 4 × 100 m).